# LG 인사이트
LG 인사이트(LG Incite, LG CT810)는 LG전자가 2008년 11월에 출시한 스마트폰이다.

## 제품 상세 소개

### 하드웨어
- 화면크기 : 3인치 터치스크린
  - 해상도 : 240 x 400 wQVGA
  - 색공간 : 262,000
- 입력방식 : 터치스크린 방식 (가로로는 쿼티, 세로로는 LG전자 Ez한글)
- 카메라 : 320만 화소

### 소프트웨어
- 운영체제 : 윈도 모바일 6.1 프로페셔널
  - 윈도 미디어 플레이어 10 모바일 포함
    - 지원하는 음악 포맷 : MP3 +AAC + eAAC+. EAAC+ WMA, WAV,(SU200한정)DCF,(KU2000한정)KMP
- 라디오
  - XM 위성 라디오, 판도라 스트리밍 라디오(AT&T모델 전용)
  - RDS가 지원되는 FM라디오(전모델 공통)
- SMS, MMS기능.
- 모바일 이메일
  - Microsoft Direct Push서비스 지원
- 웹브라우저
  - 포켓 인터넷 익스플로러
  - 넷프론트 브라우저
- 내장 캘린더, 알람시계, 전화 대기, 발신번호표시, LG 투데이 프로그램을 통한 오늘화면관리기능
- 전화번호부
- 전화 돌려주기
- 멀티태스킹

## 이동통신사별 별도지원기능

### AT&T
- AT&T 모바일뮤직
- 뮤직ID - 듣고있는 노래를 들려주면 음악의 정보를 알려주는 프로그램
- AOL®, Yahoo!®와 Windows Live를 지원하는 인터넷 메신저 프로그램
- Xpress Mail - Microsoft® Outlook, Lotus® Notes®, Yahoo! Mail®, AOL®, Windows Live™등의 이메일에 접속할 수 있는 클라이언트 프로그램
- 무선 인터넷 연결을 지원하는 MEdia(TM) Net
- 뉴스, 스포츠, 날씨, 오락거리 등을 제공하는 CV
- 미디어메일

### SK Telecom
- SK텔레콤 통합메시지함
- 네이트(엠플레이온 포함) - 위피 가상머신
- SK텔레콤 모바일 앱스토어인 마이스마트
- SK텔레콤 푸시메일 애플리케이션인 싱크메일

### KT
- 쇼(쇼 다운로드팩 포함) - 위피 가상머신
- 웹서핑 : 일반 휴대폰의 유자드웹/모바일 웹서핑과 같은 풀(Pull) 방식 풀(Full) 브라우저
- 한국표준SMS와 MMS를 지원하는 문자메시지 애플리케이션

## 기술적 기능

### 배터리
- 사용하는 배터리 타입: 1300 밀리암페어 리튬이온 폴리머방식
- 연속통화시간: 약 8.7시간(240분)
- 연속대기시간: 약 21일(350시간)

### 크기 및 무게
- 무게(g/온스): 120 g / 4.23온스
- 크기(mm/인치): 106.9 x 55.1 x 13.9 mm / 4.21 x 2.2 x 0.55 inches

### 내부/외부 메모리
- 내부 메모리 공간: 256 MB ROM, 128 MB RAM
- 확장가능한 외부 메모리 용량: 32 GB
- 메모리 확장방식: microSD(TM)

### 지원하는 무선 연결방식
- Wi-Fi 무선랜 IEEE 802.11 b/g 방식
- 3세대 UMTS/HSDPA 트라이밴드(850/1900/2100Mhz)
- 고속 데이터 네트워크 방식인 EDGE 방식을 혼합한 GSM 쿼드밴드(850/900/1800/1900Mhz)
- 블루투스 (EDR방식 버전 2.0)
- 5핀 마이크로 USB단자
- (미국 출시 인사이트에만) 퀼컴 A-GPS

## 같이 보기
- 싸이언 인사이트